# Leopards
I Leopards (in afrikaans Luiperds) sono una squadra provinciale sudafricana di rugby a 15 deputati al livello professionistico del Leopards Rugby, ufficialmente Leopards Rugby Union. Partecipano annualmente alla Currie Cup e al Rugby Challenge in rappresentanza della provincia del Nordovest e disputano le gare interne all'Absa Puk Oval di Potchefstroom, città sede della union.

## Storia
Fondata nel 1920, la federazione della provincia del Nordovest venne originariamente chiamata Western Transvaal Rugby Union e la squadra rappresentante conosciuta come Western Transvaal.
Tra il 1997 e il 1999 la squadra cambiò nome in North West, per poi divenire Leopards dal 2000 sotto la giurisdizione dell'organismo Leopards Rugby Union.
Per molti anni la union ospitò diverse nazionali e selezioni in tournée in Sudafrica, ad esempio: All Blacks, Wallabies e British and Irish Lions, battendo Namibia e Uruguay.
Impegnata principalmente nella divisione minore della Currie Cup durante la propria esistenza, tra i migliori risultati raggiunti figurano una finale di Vodacom Cup persa 27-25 contro i Griquas nel 2005 e la vittoria della Currie Cup First Division nel 2015.
I giocatori dei Leopards vengono soprannominati Mielieboere, parola in lingua afrikaans che in italiano significa: "coltivatori di mais".
Werner Lessing è il giocatore con più presenze con 191 partite disputate tra il 1998 e il 2007, mentre Eugene Hare detiene il record di 129 partite come capitano provinciale; Johan Claassen è invece il giocatore di maggior rilievo, avendo giocato 28 test con gli Springboks, di cui 9 da capitano, come giocatore di Western Transvaal.

## Springboks
Di seguito elencati i giocatori del Western Transvaal (1920-1996) selezionati nella nazionale sudafricana:
- Johannes "Hans" Aucamp
- Albert Jacobus "Albie" Bates
- Johannes Theodorus "Johan" Claassen
- Philip Rudolph "Flippie" van der Merwe
- Willem Hendrik "Champion" Myburg
- Johannes Arnoldus "Lofty" Nel
- Nicolaas Johannes "Nic" du Plessis
- Diederick Johannes "Dick" Putter
- Paul Botha Rossouw
- Jack Henry van der Schyff
- Dirk Johannes Jacobus "Dirkie" de Vos
- Henry Newton "Harry" Walker